# Elektrochemische Fluorierung
Die elektrochemische Fluorierung (ECF), auch Elektrofluorierung genannt, ist ein Elektrolyseverfahren zur Herstellung fluororganischer Verbindungen. Das Verfahren wird gewöhnlich in Fluorwasserstoff ausgeführt, das dabei als Reaktionspartner und als Lösungsmittel dient; in diesem Fall wird es nach seinem Erfinder (1941, veröffentlicht 1949) Joseph H. Simons auch Simonssches Verfahren genannt. Auf diese Weise werden auch Perfluoralkylverbindungen hergestellt, wobei diese auch mit der Fluortelomerisierung produziert werden können.
Aufgrund der guten Löslichkeit der meisten organischen Stoffklassen in Fluorwasserstoff (HF) ist das Verfahren vielseitig anwendbar. Für ungesättigte Verbindungen ist das gewöhnliche Verfahren nicht geeignet, da diese HF anlagern oder polymerisieren.
Bei allen Varianten wird die Fluorierung durch die an der Elektrolysezelle angelegte Spannung ausgelöst. Es können auch Gase fluoriert werden, wobei beispielsweise aus Methan ein Gemisch entsteht, das vor allem Tetrafluormethan sowie Trifluormethan enthält. Trotz geringer Ausbeute und eines großen Anteils an verzweigten Nebenprodukten ist die elektrochemische Fluorierung eine günstige Synthesemethode.

## Beispiele bei der Tensidherstellung
Durch elektrochemische Fluorierung können alle Wasserstoffatome der n-Octansäure bzw. des Octansulfonylfluorids durch Fluoratome ersetzt werden. Die Reaktion läuft auf folgende Weise ab:
{\displaystyle {\ce {C7H15COOH + 16 HF -> C7F15CO2F + 16 H2}}}
{\displaystyle {\ce {C8H17SO2F + 17 HF -> C8F17SO2F + 17 H2}}}
Die entstandenen Verbindungen Perfluoroctancarbonylfluorid und Perfluoroctansulfonylfluorid sind wichtige Synthesebausteine, die nach Standardverfahren zu perfluorierten Tensiden derivatisiert werden. Die jeweilige Hydrolyse führt zur Perfluoroctansäure bzw. Perfluoroctansulfonsäure.